# ALL IN CUBE
ALL IN CUBE（おーるいんきゅーぶ）は、コムコシステムから発売されている勤怠管理システムを中核としたSES企業向けクラウド型ERP（統合基幹業務システム）である。

## 概要
以下の６つのコンポーネントから構成される。 
- 勤怠管理
- プロジェクト管理
- 営業支援
- 販売管理
- 契約管理
- 人事管理

商品名は、CUBE（キューブ＝立方体）の中に企業が必要とする業務システム（コンポーネント）が全て入っており、それらを組み合わせて導入できることを意味している。